# Jamestown (série télévisée)
Pour les articles homonymes, voir Jamestown.
Jamestown est une série télévisée dramatique britannique, écrite par Bill Gallagher et produite par Carnival Films. 
Jamestown suit les premiers colons anglais alors qu'ils établissent une communauté dans le Nouveau Monde en 1619. Parmi ceux qui débarquent à terre, il y a un groupe de femmes destinées à être mariées aux hommes de la ville. 

## Synopsis
Douze ans après que les hommes ont fondé la colonie de Jamestown en 1607, des femmes arrivent d'Angleterre obligées d'épouser les hommes qui ont payé leur passage. Parmi les femmes se trouvent Jocelyn, Alice et Verity, qui arrivent avec peu d'idée de ce que l'avenir leur réserve ou des perturbations qu'elles sont sur le point d'apporter à la colonie. Le nouveau gouverneur, Sir George Yeardley, et sa femme arrivent également et découvrent que la gestion de la colonie ne va pas sans problème, avec un secrétaire de la Compagnie qui tente de saper sa position.

## Distribution
- Naomi Battrick (VF : Audrey Sourdive) : Jocelyn Woodbryg - mariée à Samuel Castell
- Sophie Rundle (VF : Audrey Sablé) : Alice Kett - fiancée à Henry Sharrow mais mariée à son frère Silas
- Niamh Walsh (VF : Marie Diot) : Verity Bridges - Fiancée à Meredith Rutter mais jamais mariée
- Max Beesley (VF : Laurent Maurel) : Henry Sharrow - frère aîné des trois Sharrows
- Gwilym Lee : Samuel Castell - archiviste de la Virginia Company de Londres à Jamestown (Saison 1)
- Jason Flemyng (VF : Stefan Godin) : Sir George Yeardley (en) - Lieutenant-gouverneur puis Gouverneur de la Virginia Company
- Claire Cox (VF : Danièle Douet) : Temperance Flowerdew (en), Lady Yeardley
- Dean Lennox Kelly : Meredith Rutter - Propriétaire de la taverne de Jamestown
- Shaun Dooley : Révérend Michaelmas Whitaker (Saison 1)
- Stuart Martin (VF : Jim Redler) : Silas Sharrow - puiné des frères Sharrows
- Steven Waddington : Thomas Redwick - Maréchal de Jamestown
- Matt Stokoe (VF : Damien Ferrette) : James Read - Forgeron / maréchal-ferrant
- Burn Gorman (VF : Yann Guillemot) : Nicholas Farlow - Secrétaire de la Virginia Company
- Luke Roskell (VF : Martin Faliu) : Pepper Sharrow - benjamin des frères Sharrow
- Ben Starr (VF : Eilias Changuel) : Dr Christopher Priestley - Médecin / chirurgien / apothicaire
- Tony Pitts : Edgar Massinger - Propriétaire foncier et producteur de tabac (Saison 1-2)
- Patsy Ferran (VF : Camille Gondard) : Mercy Myrtle - Servante de Samuel Castell et femme de chambre de Jocelyn Woodbryg
- Kalani Queypo (VF : Pierre-Louis Bonnat) : Chacrow - Intermédiaire indien entre les colons et les Indiens Pamunkey (en)
- Raoul Trujillo : Opechancanough - Chef de la tribu Pamunkey
- Abubakar Salim : Pedro - Guerrier angolais du Royaume du Kongo (Saison 2-3)
- Abiola Ogunbiyi (VF : Aurélie Konaté) : Maria - Angolaise mariée avec des enfants qui est capturée et vendue comme esclave (Saison 2-3)
- Rachel Colwell : Winganuske - La sœur de Chacrow mariée à Henry Sharrow en cadeau
- Ben Batt : Willmus Crabtree - Un trader d'Angleterre  (Saison 3)
- Harry Grasby : Tamlin Appleday - L'un des garçons envoyés d'Angleterre par la société pour travailler dans les champs  (Saison 3)

## Production
La série a été diffusée sur Sky1 au Royaume-Uni en mai 2017. Sky 1 a commandé une deuxième saison de Jamestown en mai 2017, avant la première de la première saison. La saison 2 a été diffusée à partir de février 2018. Le renouvellement de Jamestown pour une troisième et dernière saison a été annoncé par Sky One le 23 mars 2018.
La plupart des épisodes ont été tournés à Vértesacsa, en Hongrie.

## Épisodes

### Saison 1 (2017)
L'arrivée de femmes bouleverse la jeune colonie de Jamestown.
Alice doit épouser Henry Sharrow, un fermier violent qui a payé pour son passage. La fière Verity rencontre son nouvel époux attaché au pilori. C'est le propriétaire ivrogne de la taverne de la ville. La noble Jocelyn est fiancée à l'archiviste de la Compagnie de Virginie et se mêle rapidement des affaires de politique. Lors d'une expédition pour commercer avec les Indiens, Silas Sharrow revient sans son frère Henry qui est déclaré mort après une explosion de poudre dans son canoé.

### Saison 2 (2018)
Un an s'est passé depuis que les femmes sont arrivées dans la colonie. Alors qu'Alice donne naissance au premier enfant né en Virginie, le corps de Samuel Castel est retrouvé mort au bord de la rivière et Jocelyn doit faire face aux préjugés qui la forcent à trouver un nouvel époux.